# Marks, Mississippi
Marks là một thành phố thuộc quận Quitman, tiểu bang Mississippi, Hoa Kỳ. Năm 2010, dân số của thành phố này là 1 735 người.

## Dân số
- Dân số năm 2000: 2 047 người.
- Dân số năm 2010: 1 735 người.